# María Fernanda de Sajonia
María Fernanda de Wettin y Borbón-Parma (Dresde, 27 de abril de 1796 - Brandýs nad Labem-Stará Boleslav, 3 de enero de 1865), fue princesa de Sajonia por nacimiento, y por matrimonio gran duquesa de Toscana y archiduquesa de Austria.

## Primeros años
María Fernanda era la segunda hija del príncipe Maximiliano de Sajonia, hijo del príncipe elector Federico Cristian de Sajonia y la princesa María Antonia de Baviera, y de la princesa Carolina de Borbón-Parma, a su vez hija del duque Fernando I de Parma y la archiduquesa María Amelia de Austria. 
Sus hermanos eran Amalia María, talentosa compositora; Federico Augusto II y Juan, que serían reyes de Sajonia; María Ana, futura gran duquesa de Toscana; María Josefa Amalia, futura reina consorte de España; y los príncipes Clemente y María Carlota.
Sus padres tuvieron un matrimonio feliz y estuvieron presentes en la crianza de sus hijos. Su madre falleció en 1804, cuando María Fernanda aún no cumplía ocho años, por lo que sus tías paternas se hicieron cargo de su educación y la de sus hermanos. Su padre falleció en 1838, tras renunciar a sus derechos sucesorios a favor de su hijo mayor.

## Matrimonio
En 1817, María Fernanda acompañó a su hermana menor, la princesa María Ana, a Florencia, donde se casó con el gran príncipe Leopoldo, el futuro gran duque Leopoldo II de Toscana. Las dos eran muy cercanas, por lo que María Ana estaba demasiado asustada para ir sin la compañía de su hermana. Al llegar, su hermana se casó debidamente. Sin embargo, ocurrió algo inesperado: María Fernanda llamó la atención del padre de Leopoldo, el gran duque Fernando III.
Como cuatro años más tarde Leopoldo y María Ana aún no había tenido hijos, el gran duque Fernando III (viudo de Luisa de Borbón-Dos Sicilias desde 1802), decidió casarse con la hermana de su nuera con la esperanza de generar otro heredero al trono de la Toscana (Leopoldo por aquellos años había estado sufriendo de una enfermedad no especificada, y los médicos temían por su vida).
El 6 de mayo de 1821, María Fernanda, con veinticinco años de edad, se casó con Fernando III; ella era su segunda esposa, y él era veintisiete años mayor que ella. La ceremonia tuvo lugar el mismo día que el gran duque cumplía 52 años de edad.
En virtud del matrimonio, María Fernanda se convirtió en gran duquesa de Toscana y, curiosamente, en la madrastra de su cuñado (que sólo era un año más joven que ella) y en suegra de su hermana.

## Gran duquesa viuda y exilio
El matrimonio terminó el 18 de junio de 1824, con la muerte de Fernando III. La unión, que había durado tres años, no había generado ningún hijo, y María Fernanda se encontró viuda a los veintiocho años de edad. Su cuñado Leopoldo se convirtió en el nuevo gran duque de Toscana, y su hermana María Ana en la nueva gran duquesa.
María Fernanda no se volvió a casar, y manteniendo el título de gran duquesa viuda de Toscana, continuó viviendo en la corte. Su hermana María Ana murió en 1832 víctima de tuberculosis, sin un heredero varón para suceder a Leopoldo II, pues solo tuvieron tres hijas, de las cuales María Fernanda se ocuparía de su crianza y educación. Leopoldo se casó nuevamente en 1833 con la joven princesa María Antonieta de las Dos Sicilias, quien le dio diez hijos.
El 27 de abril de 1859, el mismo día en que María Fernanda cumplía sesenta y tres años de edad, un levantamiento que sacudió el país llegó a Florencia, poniendo fin al dominio de los Habsburgo-Lorena en la Toscana. La familia real abandonó el Palacio Pitti en tres vagones, con destino a Bolonia. De allí se trasladaron a Viena, donde fueron recibidos por el emperador Francisco José I. La emperatriz Isabel (la famosa Sissi), esposa de Francisco José, detestaba la "invasión de los parientes italianos".
A partir de entonces, María Fernanda vivió principalmente en Ostrov, en Bohemia, pero era invitada regularmente a Dresde como huésped de su hermano, el rey Juan I, y de la reina viuda María Ana. Tenía una relación particularmente cercana con su hermana, Amalia María.

## Muerte
La gran duquesa María Fernanda murió en 1865, a los sesenta y ocho años, en el castillo de Brandýs, la propiedad privada de los Habsburgo-Toscana en Bohemia. Había sobrevivido a su marido más de 40 años. Fue enterrada en la Cripta Imperial de Viena, específicamente en la Cripta de Fernando junto a la gran duquesa Luisa. Su corazón fue enterrado por separado y se encuentra en la cripta de los corazones de los Habsburgo (Herzgruft) en la Capilla de Loreto de la Iglesia de los Agustinos de Viena. Treinta y tres años después de su muerte, la última gran duquesa de Toscana, María Antonieta, fue enterrada junto a ella.

## Títulos y tratamientos
Esta tabla aún no está actualizada. Puedes contribuir aportando información sobre títulos y tratamientos de esta persona.

## Distinciones honoríficas
- 7 de enero de 1799:  Dama de la Orden de las Damas Nobles de la Reina María Luisa.[1] (Reino de España)
- 6 de diciembre de 1821: Dama de primera clase de la Orden de la Cruz Estrellada.[2][3][4][5] (Imperio austríaco)